# Donald Shebib

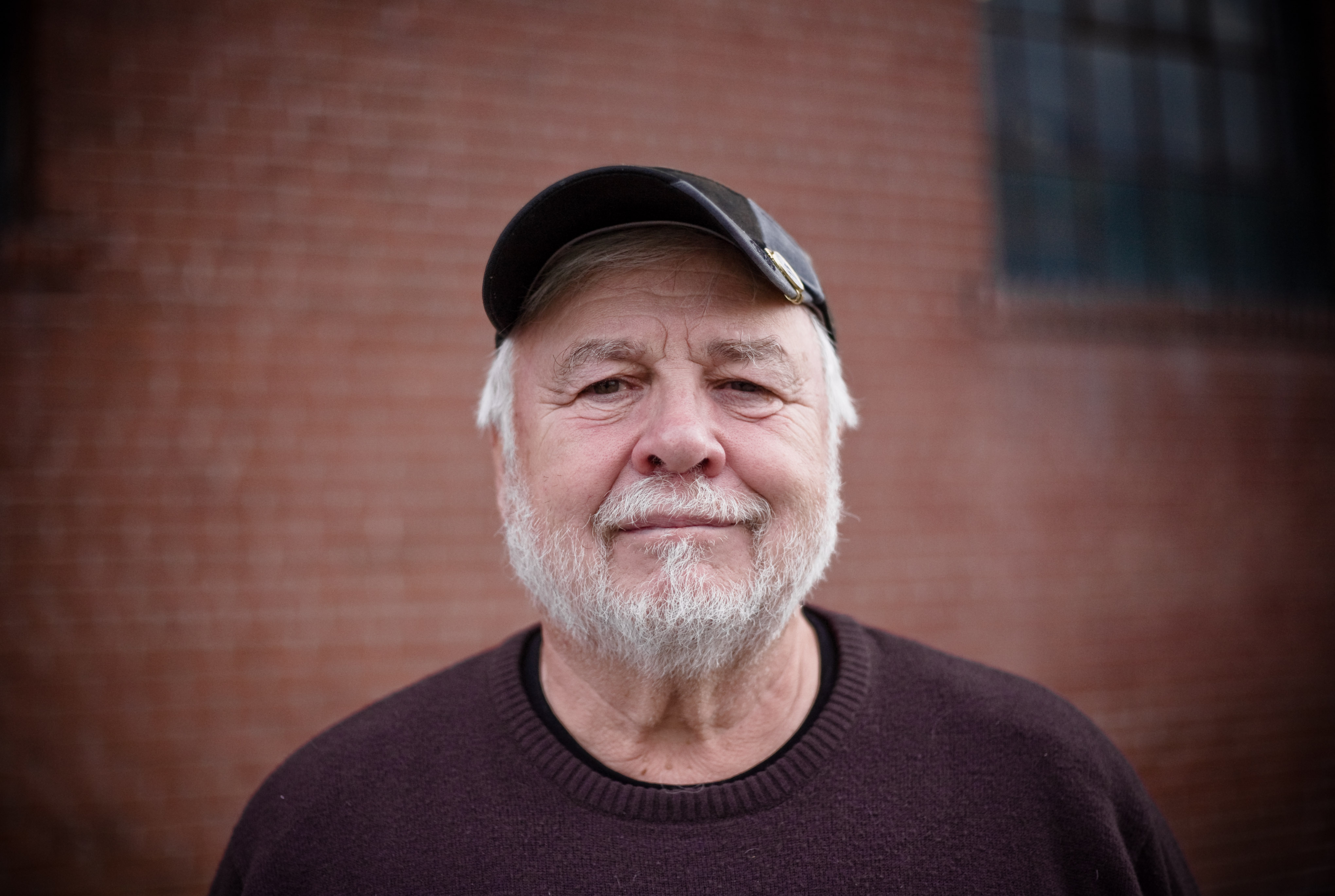
Donald Shebib (2010)

Donald Shebib (* 17. Januar 1938 in Toronto, Kanada; † 5. November 2023 in  Toronto, Kanada) war ein kanadischer Filmregisseur.

## Leben
Donald Shebib studierte zunächst Soziologie und Politische Wissenschaft, um anschließend die Filmhochschule UCLA in Los Angeles zu besuchen. Als Schnittassistent war er in dieser Zeit unter anderen bei Filmen von Roger Corman tätig. Ab 1966 drehte er dann Filme für das Fernsehen, der erste abendfüllende Kinofilm entstand 1969. Seine weiteren Filme zeichneten sich durch großen Realismus und Sozialbezug aus, ehe er sich mehr dem Unterhaltungskino widmete und wieder verstärkt für das Fernsehen arbeitete.

## Filmografie (Auswahl)
- 1970: Bis zum Ende der Straße (Goin' down the road)
- 1971: Auf und davon (Rip-Off)
- 1973: Eine Sache unter Freunden (Between Friends)
- 1979: Der Letzte der Indianer (Fish Hawk)
- 1981: Der schmale Weg des Glücks (Heartaches)
- 1986: Nanga Parbat (The Climb)
- 1990: Little Kidnappers (The Little Kidnappers)
- 1992: Auf der Suche nach Daddy (Change of heart)
- 1995: Lederstrumpf – Der Indianer-Scout (The Pathfinder)